# Rainbow Garden Village
Rainbow Garden Village (RGV) ist eine gemeinnützige Organisation, die seit 1999 und inzwischen weltweit projektbezogene Freiwilligenarbeit und Auslandspraktika anbietet.
Die deutsche Zentrale der Organisation befindet sich in München, von wo aus die Auslandsaufenthalte und die Zusammenarbeit mit Mitarbeitern vor Ort koordiniert werden. Abgesehen von der Zentrale agieren mehr als 60 Teams auf internationaler Ebene und die Zahl der Mitarbeiter weltweit beläuft sich auf über 120. Jährlich entsendet die Organisation mehr als 1300 Volunteers.

## Geschichte
1999 reiste RGV-Gründer Steffen Mayer nach Ghana, um dort im Rahmen seines Lehramtsstudiums ein Auslandspraktikum an einer Schule zu machen. Dort setzte er sich für die Ausweitung und Optimierung von Bildungsangeboten ein und gründete noch im selben Jahr die NGO Rainbow Garden Village. Von da an realisierte er verschiedene gemeinnützige Projekte, sodass kurz darauf die ersten Freiwilligen nach Ghana reisen konnten. Im Jahr 2007 wurden die Freiwilligenprogramme auf weitere afrikanische Länder, nämlich Tansania und Südafrika, ausgeweitet. 2013 wurde der Sitz der Organisation von Ghana nach München verlagert. Aus der ehemaligen NGO wurden die Rainbow Garden Village GmbH sowie der Verein Rainbow over Ghana e. V. Weitere Länder in Afrika und Asien wurden in den Jahren 2012 und 2016 hinzugefügt. Seitdem kamen zahlreiche neue Länder aus verschiedenen Kontinenten hinzu. 2022 wurde aus RGV eine gemeinnützige Organisation, die gGmbH Rainbow Garden Village.
Im Jahr 2019 feierte Rainbow Garden Village sein 20-jähriges Jubiläum.

## Tätigkeiten
RGV bietet über 230 Volunteer-Projekte in den Bereichen Soziales & Unterrichten, Tiere & Wildlife, Sport, Handwerk, Medizin & Pflege, Umwelt & Klima sowie Kreatives & Community an. Die Projekte finden in über 30 Ländern in Europa, Afrika, Asien, Lateinamerika und Ozeanien statt. Folgende Programme werden auf der Website angeboten:
- Freiwilligenarbeit
- Auslandspraktikum
- Sabbatical
- Adventure & Trips

Die Rahmenbedingungen und Teilnahmevoraussetzungen der jeweiligen Programme unterscheiden sich je nach Projekt und können auf der Website nachgelesen werden.

## Gesellschaftszweck
Gesellschaftszweck ist die Förderung internationaler Gesinnung, der Toleranz auf allen Gebieten der Kultur und des Völkerverständigungsgedankens, die Förderung der Entwicklungszusammenarbeit, die Förderung des bürgerschaftlichen Engagements zugunsten gemeinnütziger Zwecke sowie die Förderung des Umwelt-, Klima- und Tierschutzes, wobei, soweit steuerbegünstigte Zwecke im Ausland verwirklicht werden, natürliche Personen gefördert werden, die ihren Wohnsitz oder ihren gewöhnlichen Aufenthalt im Geltungsbereich der Abgabenordnung haben.

## Mitgliedschaften und Partner
RGV ist Mitglied in nationalen und internationalen Verbänden und Organisationen. Hierzu gehören TourCert, Forum Anders Reisen, CACH und The Code.
Des Weiteren arbeitet die Organisation mit den Partnern Myclimate, Pädagogische Hochschulen in Baden-Württemberg, Berner Bildungszentrum, UNI Kassel, Life for Nature und freiwilligenarbeit.de zusammen.

## Außenwirkung
Der Freiwilligendienst im Ausland hat eine vielschichtige Außenwirkung und trotz vieler positiver Aspekte wie die Bildung und Förderung von benachteiligten Kindern und Jugendlichen, Haus- und Brunnenbauprojekte sowie Natur- und Artenschutzprojekte, ist der Voluntourismus auch Gegenstand von Kritik. Oft bemängelt werden die Volunteer-Einsätze in Waisenhäusern und die damit einhergehenden unzureichenden Kindesschutzmaßnahmen seitens der Volunteer-Organisationen. Bereits seit 2016 bietet Rainbow Garden Village keine Waisenhausprojekte mehr an und setzt sich aktiv für Kinderschutz ein.